# Údol
Údol (Sárosújlak in ungherese) è un comune della Slovacchia facente parte del distretto di Stará Ľubovňa, nella regione di Prešov.